# محمد الكتاني
محمد الكتاني (مواليد سنة 1958) هو رجل أعمال مغربي، الرئيس المدير العام لمجموعة التجاري وفا بنك.

## مسيرته
محمد الكتاني هو خريج المدرسة الوطنية للتقنيات المتقدمة (ENSTA ParisTech). بدأ كمهندس استشاري في قسم ائتمان الاستثمار في البنك التجاري المغربي (BCM)، وهو القسم الذي ترأسه منذ عام 1985. · 
في عام 1989، انضم محمد الكتاني إلى قسم الهندسة الائتمانية والمالية المركزية. من عام 1994، شغل منصب نائب المدير، المسؤول عن المديرية العامة للائتمان والأنشطة المصرفية.
في عام 2003، محمد الكتاني هو العضو المنتدب لقسم الخدمات المصرفية للشركات والاستثمار في التجاري وفا بنك. في عام 2004، أصبح مديرًا عامًا للخدمات المصرفية العالمية والخدمات المصرفية الدولية والاستثمار المصرفي ومدير تخطيط برنامج الاندماج لدى التجاري وفا بنك. في عام 2007، تم تعيينه رئيسًا ومديرًا تنفيذيًا في التجاري وفا بنك.